# Daniel Treadwell
Daniel Treadwell (* 10. Oktober 1791 in Ipswich, Massachusetts; † 27. Februar 1872 in Cambridge, Massachusetts) war ein US-amerikanischer Erfinder, Geschäftsmann und Hochschullehrer.

## Leben
Auf Treadwell gehen zahlreiche Erfindungen und technische Entwicklungen zurück, darunter eine Maschine, um Schrauben aus Holz herzustellen, eine mechanische Druckpresse, eine erfolgreiche dampfgetriebene Druckpresse, die Wasserversorgung von Boston, ein System von Weichen für eingleisige Strecken und verschiedene erfolgreiche Maschinen, um Tauwerk beziehungsweise Tuch aus Hanf zu spinnen. 1835 entwickelte er eine Methode, um Kanonen aus Schmiedeeisen/-stahl herzustellen, die der später entwickelten (aber sowohl preisgünstigeren als auch erfolgreicheren) Armstrong-Kanone ähnelte.
Ab 1822 gab Treadwell gemeinsam mit John Ware das Boston Journal of Philosophy and Arts heraus. Zwischen 1834 und 1845 hatte Treadwell die Rumford-Professur für Physik an der Harvard University inne.
1865 erhielt Treadwell für seine „Verbesserungen des Wärmemanagements im Rahmen der Entwicklung und der Konstruktion großkalibriger und langlebiger Kanonen“ den Rumford-Preis der American Academy of Arts and Sciences, deren Mitglied er seit 1823 war.

## Schriften
- The Relations of Science to the Useful Arts (Boston, 1855)
- On the Practicability of constructing a Cannon of Great Calibre (Cambridge, 1856)
- On the Construction of Hooped Cannon (1864)